# شمندر (جنس)

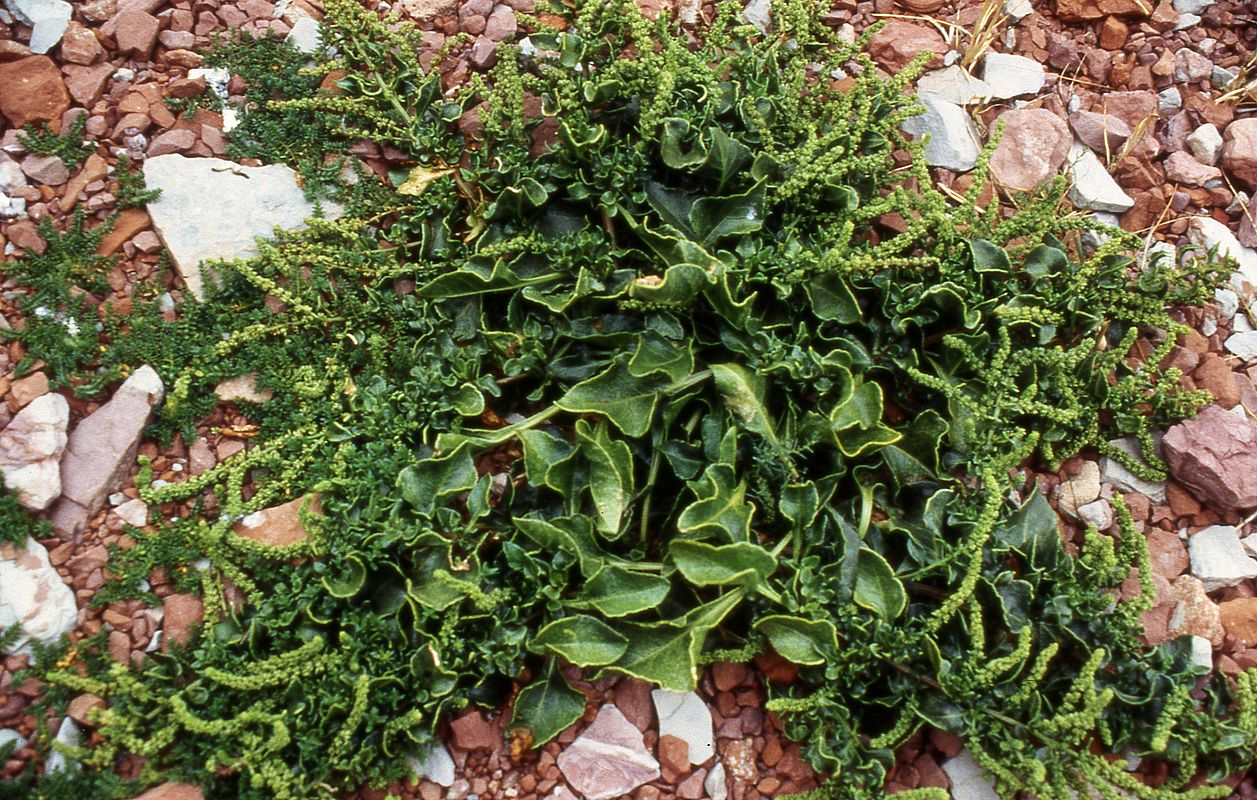
بنجر البحر

الشمندر أو الشوندر أو البنجر هو جنس في الفصيلة القطيفية من كاسيات الزهور. أشهر أنواعها هو الشمندر. توجد أنواعه البريجة جميع أنحاء ساحل المحيط الأطلسي لأورُبّة، وساحل البحر الأبيض المتوسط والشرق الأدنى وأجزاء من آسيا.